# 柳彰
柳彰，广东潮州府海阳县人，明朝政治人物、同进士出身。

## 生平
天順八年（1464年），登甲申科进士，累官浙江佥事。